# Torre Solanes
 Torre Solanes és un edifici d'Els Hostalets de Pierola que va ser construït l'any 1911 seguint l'estil modernista.

## Història
L'any1911 Joan Solanes Manonelles, agent immobiliari, va fer construir una torre d'estil modernista, amb un gran jardí al voltant. La va ubicar al carrer Major del municipi dels Hostalets de Pierola que des d'aquest lloc compta amb unes vistes increïbles de la muntanya de Montserrat. L'edifici va ser batejat amb el nom de“Villa Rosa' en homenatge a la seva dona, Rosa Ventura Munné. Anys després, el nom va ser canviat a Torre Solanes.
La funció principal de l'edifici va ser una residència d'estiu que, durant l'estiu de l'època, la torre s'omplia de vida a l'espera de passar els mesos de calor, frescos i airejats. Avui la finca pertany a la família Llopart.

## La família Solanes Ventura
La família Solanes Ventura es va emparentar amb els Martí Ribó. Gràcies a un doble matrimoni es van fer molt importants. Tot i només tenir una filla (Mercè) la família va decidir casar també una neboda afillada (Rosa). Les van casar, amb els germans Enric i Josep Maria Martí Ribó.

## Característiques

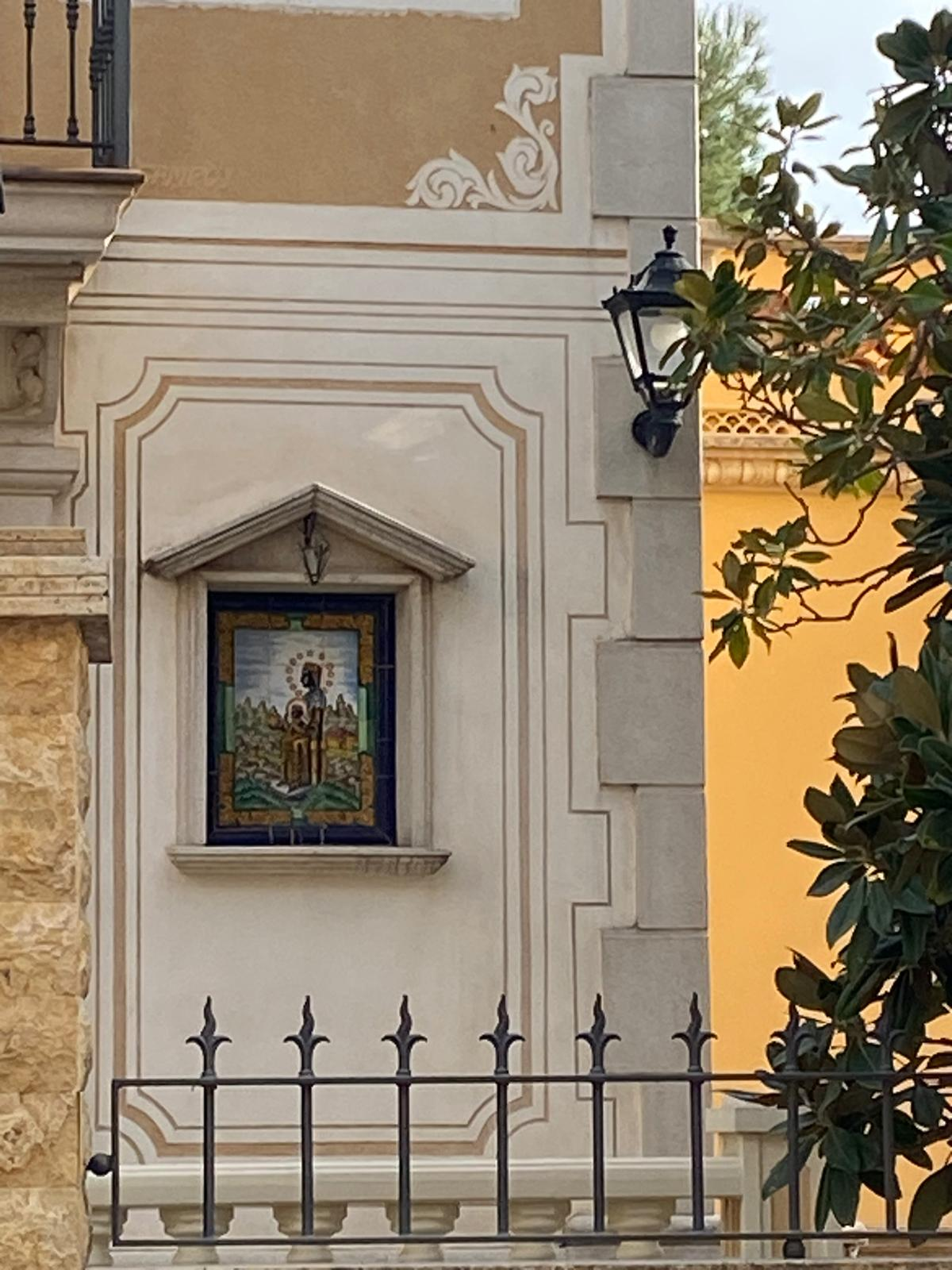
Altar de la Moreneta

És un edifici de 4 plantes. A la tercera planta té un balcó on, al costat del balcó, hi podem veure dos dibuixos un a cada costat. Al costat esquerre trobem un dibuix d'una dona rentant la roba en un riu/safareig. Al costat dret hi ha un dibuix d'un pastor amb dos gossos.  Al mig del balcó hi podem trobar dos ocells menjant fruits d'una copa. Al costat de la porta hi ha un altar dedicat a la Moreneta. A la dreta de la casa hi ha un rellotge de sol amb un mosaic al fons. Les façanes del balcó de l'última planta tenen decorats florals. Com s'organitza l'interior de la casa, a planta baixa hi ha cuina, menjador, despatxos, i una habitació del servei, al pis superior hi ha les habitacions de la família Solanes, a l'últim pis hi trobem el terrat (mirador de Montserrat), amb la xemeneia modernista.

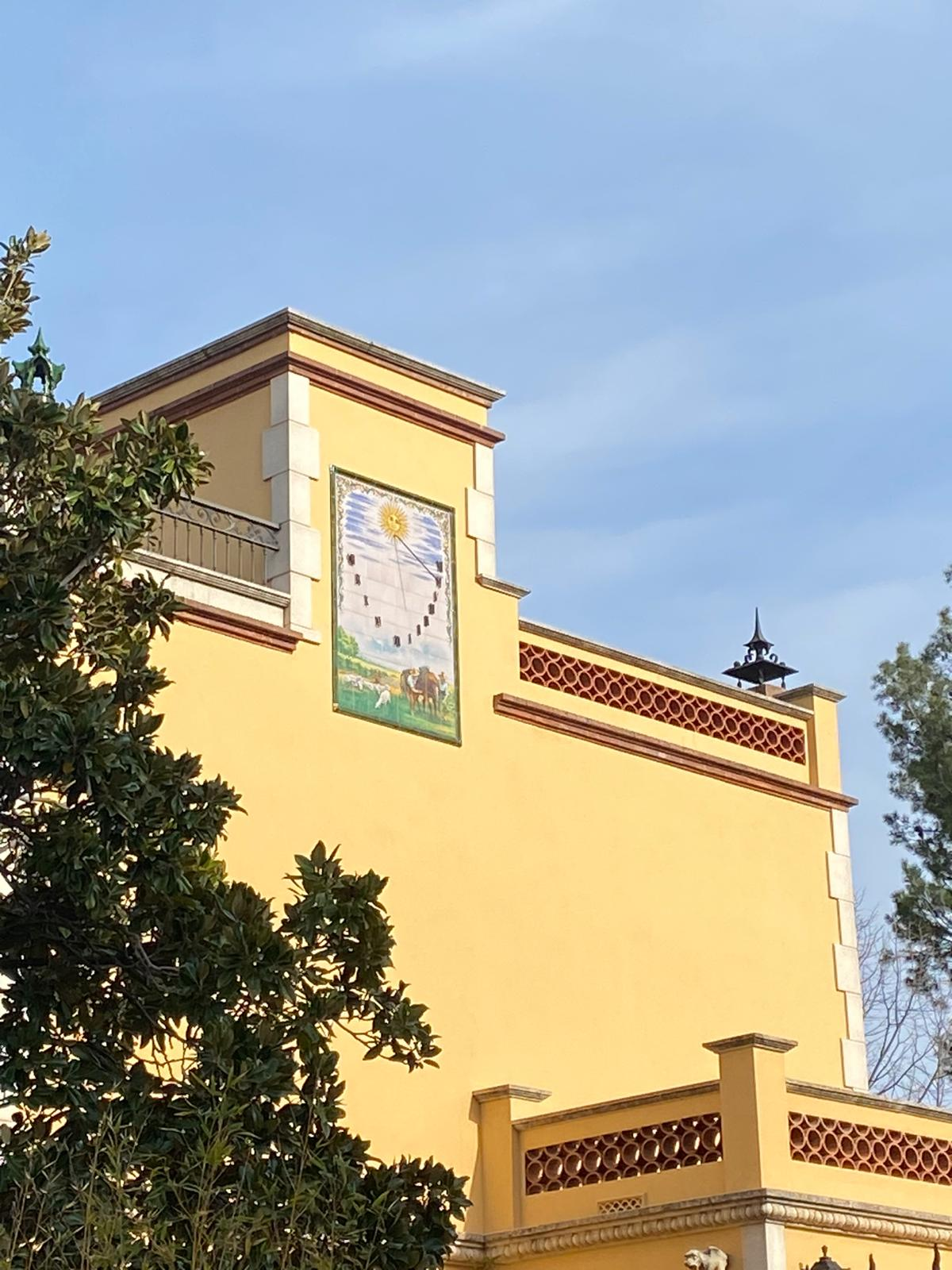
Rellotge de sol

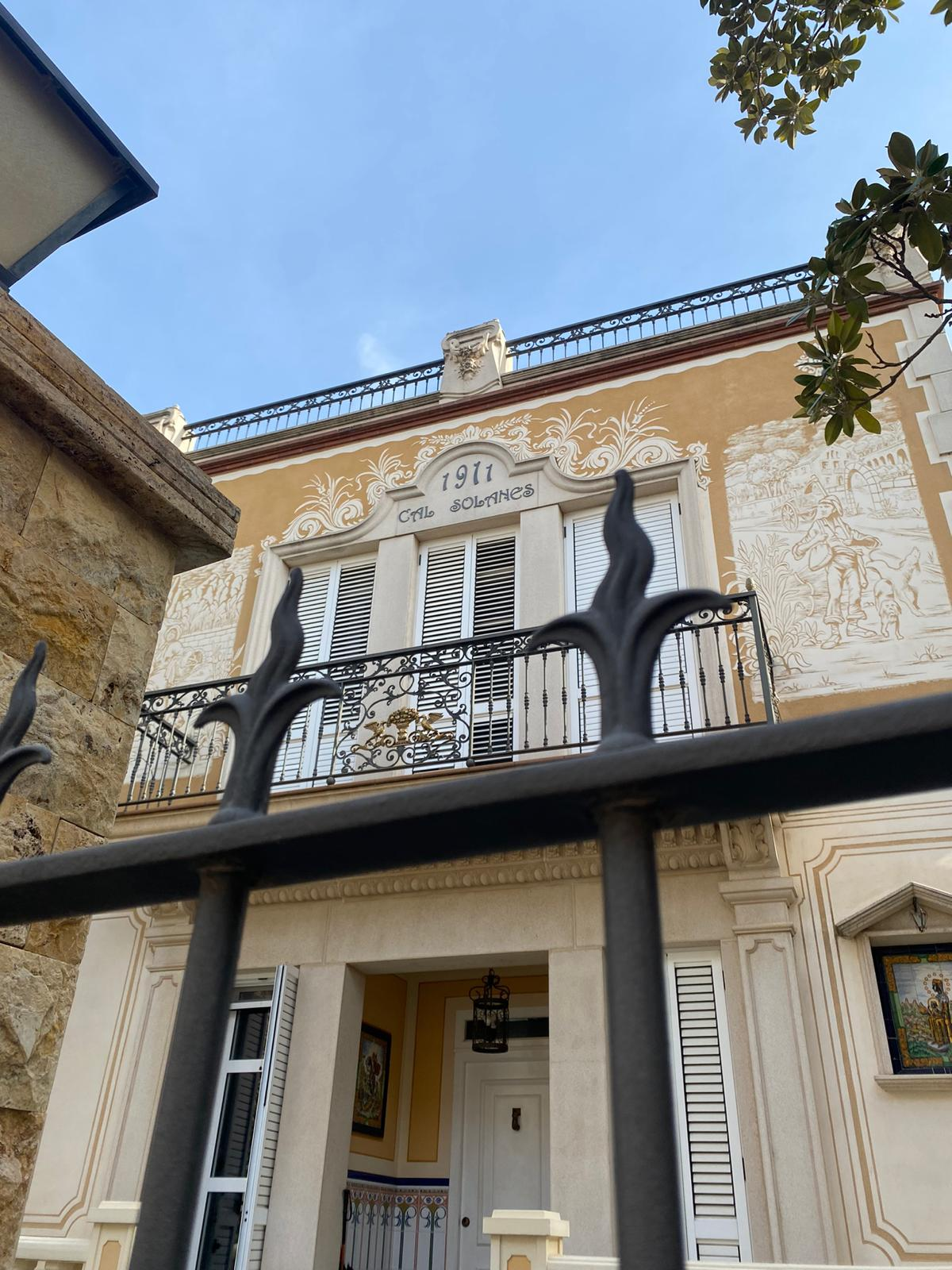
Facana de la Torre Solanes

A continuació, farem una comparació de les característiques d'aquest edifici amb les característiques del modernisme. Una de les característiques del modernisme era utilitza elements de natura, aquest edifici compleix la característica perquè a la 4 planta hi ha uns gravats de flors. Un altre de les característiques que té, és que conté imatges femenines fent tasques delicades, en aquest cas rentar la roba. La següent característica ens parla d'animals mitològics al balcó de la tercera planta hi ha dues aus que no se sap exactament que són aquestes podrien ser els animals mitològics dels quals el modernisme en parla molt.

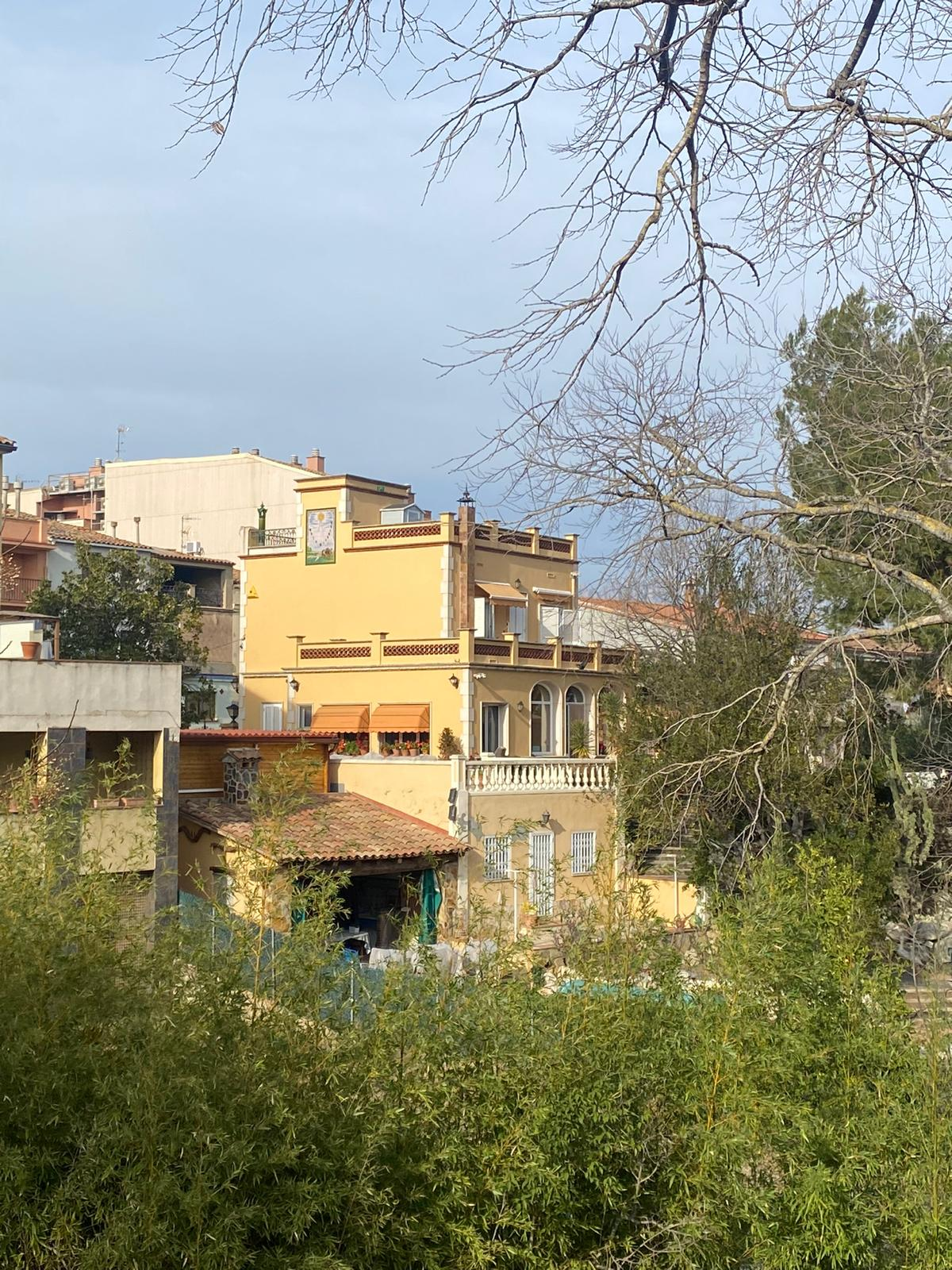
Vista de darrere de la Torre Solanes